# I Dynasty
M/Y I Dynasty är en megayacht tillverkad av Kusch Yachts i Tyskland. Hon sjösattes i november 2014 och levererades i juli 2015 till Älizjan Ibragimov, en kazakisk oligark. Den 3 februari 2021 avled Ibragimov och megayachten ägs av dennes dödsbo.
Hon designades exteriört av The A Group medan interiören designades av Massari Design. Den är 100,8 meter lång och har en kapacitet på 34 passagerare fördelat på elva hytter. Megayachten har också en besättning på 36 besättningsmän.